# ITM Power
ITM Power ist ein britisches Unternehmen mit Hauptsitz in Sheffield. Das Unternehmen stellt integrierte Wasserstoff-Energieanlagen her und ist spezialisiert auf Elektrolyseure und Wasserstoff für Brennstoffzellenprodukte. Im Jahr 2020 schloss sich ITM Power mit Linde Engineering zu einem Joint Venture zusammen, das nun unter ITM Linde Electrolysis GmbH (ILE) firmiert und seinen Sitz in Dresden hat. Der Fokus von ILE soll auf der Produktion grünen Wasserstoffs und der Dekarbonisierung der Industrie liegen.

## Geschäftsbereiche und Produkte

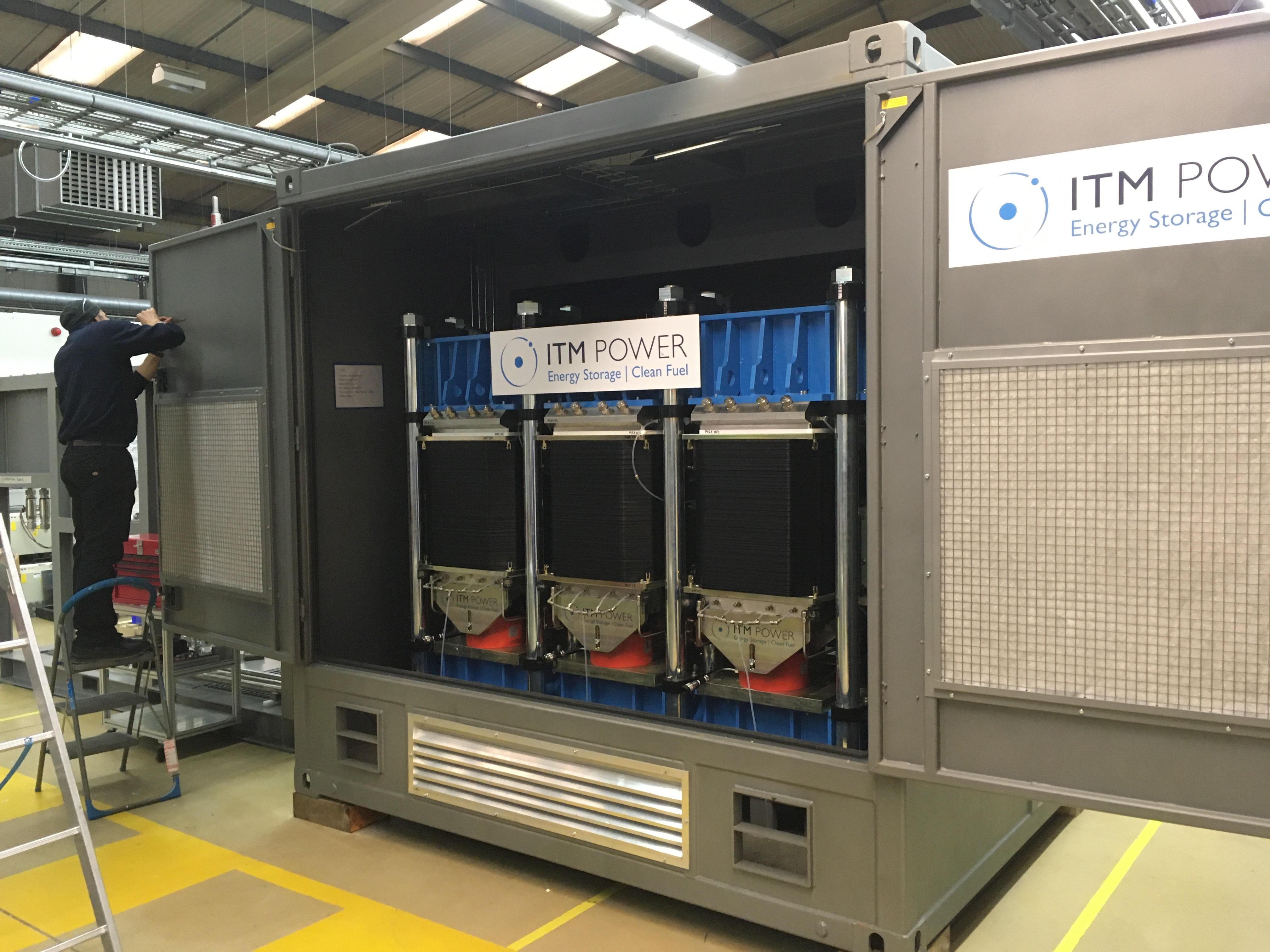
2-MW-Modul in Container

ITM Power und ILE sind in den Bereichen Power-to-Fuel, Energiespeicherung und Wasserstoff für industrielle Verwendung tätig. ITM Power bietet dafür PEM-Wasserstoffelektrolyseure in einem Leistungsbereich von ca. 0,7 MW bis ca. 2,0 MW an. Laut dem Unternehmen lassen sich damit ca. 270 bis etwa 800 kg Wasserstoff am Tag produzieren. Die Unterbringung von einzelnen Modulen erfolgt häufig in Containern. Die Elektrolyseure werden als Module angeboten, die sich laut dem Unternehmen zu größeren Einheiten hochskalieren lassen. Damit seien Anlagen von 100 MW und mehr realisierbar.

## Werk Bessemer Park in Sheffield

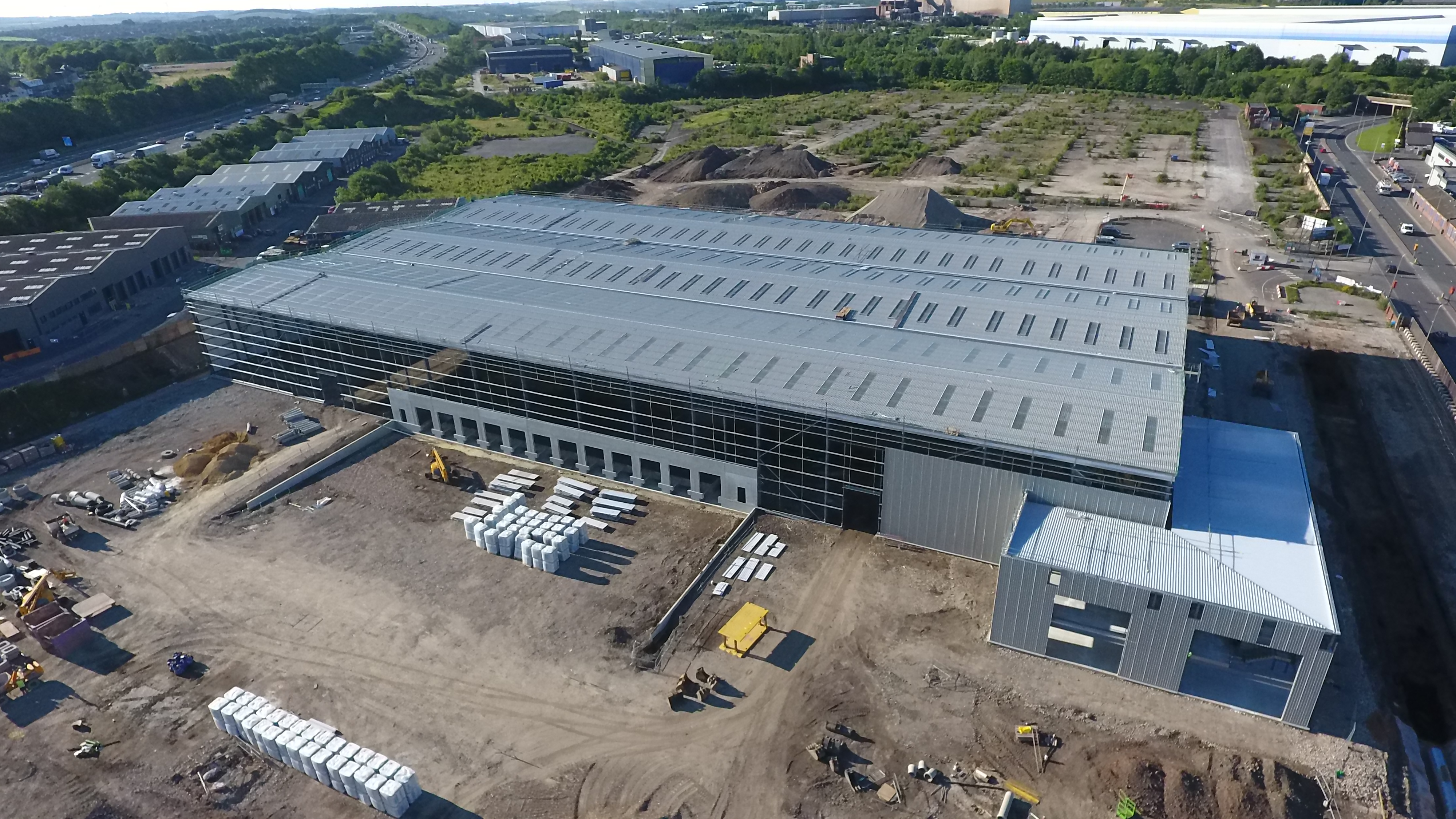
Baustelle des Werks in Sheffield

Im Januar 2021 wurde ein neuer Fertigungsstandort namens Bessemer Park in Sheffield in Betrieb genommen. Laut ITM Power hat der neue Fertigungsstandort auf 134.000 Quadratfuß (12.450 Quadratmetern) mit 1 GW (1.000 MW) pro Jahr die weltweit größte Fertigungskapazität für Wasserstoffelektrolyseure.

## Projekte

### Chemiepark Leuna
ITM Linde Electrolysis liefert für den Chemiepark in Leuna mit einer geplanten Inbetriebnahme im Jahr 2022 die bis dahin angeblich weltweit größte PEM-Elektrolyse mit 24 MW Leistung.

### Shell Energy and Chemicals Park Rheinland in Wesseling
Am 2. Juli 2021 wurde in Wesseling das Wasserstoff-Elektrolyse-Werk Refhyne I in Betrieb genommen. Die Anlage wurde von ITM Power hergestellt und wird von Shell betrieben. Es handelt sich bei einer Spitzenleistung von 10 MW um die zurzeit (Stand Oktober 2021) größte PEM-Elektrolyseanlage Europas. Pro Jahr werden bis zu 1.300 Tonnen grüner Wasserstoff erzeugt. Das Refhyne-Projekt begann im Januar 2018 und läuft bis Dezember 2022.
Refhyne II ist ein Folgeprojekt von Refhyne I. Im Oktober 2021 sicherte sich das Refhyne II-Konsortium eine Unterstützung von 32,4 Millionen Euro von CINEA (der European Climate, Infrastructure and Environment Executive Agency). Damit soll ein 100-MW-Elektrolyseprojekt in Wesseling entstehen. Nach einer technischen Entwurfsphase wird Ende 2022 eine endgültige Investitionsentscheidung erfolgen und die Lieferung ist für 2024 geplant. Am Konsortium sind Shell Deutschland GmbH, ITM Power und ITM Power GmbH, Linde Engineering, ITM Linde Electrolysis GmbH, Fundacion Tecnalia Research and Innovation, Element Energy und Concawe beteiligt. Damit würde die weltweit größte Wasserstoffelektrolyse installiert.